# 翡翠台電視劇集列表 (2023年)
本列表列出2023年由香港無綫電視翡翠台所播放的電視劇集，因為維基百科不是節目表，收錄的資料只包含首播資訊，不紀錄重播資訊、上映時間更動、停播、復播等瑣碎資訊。本資訊頁的時間統一採用UTC+08:00。當年度播出的其他年度作品重播統一收錄在條目最下方#2023年重播節目一節。
| 首播           | 名稱              | 集數 | 演員 | 監製          | 歌曲 |
| -------------- | ----------------- | ---- | --- | ------------- | --- |
| 2017年2月20日  | 愛·回家之開心速遞 |      | 劉丹、呂慧儀、單立文、蘇韻姿、湯盈盈、滕麗名、周嘉洛、吳偉豪、羅樂林、張景淳、林淑敏、袁文傑               | 林建祥 梁耀堅 | 主：愛心灌溉（王灝兒） |
| 2022年12月5日  | 輕．功            | 25   | 黎耀祥、龔慈恩、蔣祖曼、朱敏瀚、朱晨麗、鄭俊弘、楊卓娜、韋家雄、歐瑞偉、鄭子誠、寶珮如、王綺琴             | 黃偉聲        | 主：輕輕放開（鄭俊弘） |
| 2022年12月26日 | 有種好男人        | 20   | 馬德鐘、李佳芯、吳偉豪、陳自瑤、徐榮、曹永廉、趙希洛、楊卓娜、胡諾言、張國強                               | 梁耀堅        | 主：好男人（連詩雅） |
| 2023年1月9日   | 飛狐外傳          |      | 秦俊傑、梁潔、邢菲、林雨申、何潤東、海鈴、葉項明、黃夢瑩、劉瑜峰、劉雪華、呂良偉、翁虹                     | 連奕名        | 主：雪山飛狐（呂方、譚嘉儀） 尾：若離於愛（谷婭溦） |
| 2023年1月21日  | 黃金萬両          | 8    | 薛家燕、曹永廉、麥美恩、黃子恆、朱智賢、馬貫東、江嘉敏、林漪娸、徐榮                                       | 吳冠宇        | 主：黃金萬両（薛家燕、曹永廉、麥美恩、黃子恆、朱智賢、馬貫東、江嘉敏） |
| 2023年1月30日  | 新四十二章        | 24   | 陳豪、龔嘉欣、周嘉洛、江嘉敏、譚凱琪、鄭子誠、糖妹、鄺潔楹、林景程、易宇航、吳子                           | 陳維冠        | 主：寶藏在原地（鄭俊弘） 插：原來寂寞得多（詹天文） |
| 2023年2月20日  | 廉政狙擊          |      | 黃宗澤、吳卓羲、王浩信、譚俊彥、胡定欣、蔡思貝、林夏薇、黃智雯、陳展鵬、黃智賢、郭政鴻、方力申、高鈞賢     | 樂易玲 黃國強 | 主：友共情(粵語版)（吳業坤、胡鴻鈞） |
| 2023年3月6日   | 隱形戰隊          | 30   | 馬國明、唐詩詠、陳山聰、劉穎鏇、劉佩玥、江美儀、林子善、歐瑞偉、樊亦敏、郭子豪                             | 文偉鴻        | 主：隱形火（張馳豪） 尾：他不是你（連詩雅） 插：離場沒有理由（吳業坤） |
| 2023年3月27日  | 女法醫JD          | 10   | 蔡卓妍、張孝全、鍾欣潼、關智斌、麥亨利、陳家樂、何佩瑜、羅家英、黃德斌、陶大宇                             | 黃偉傑        | 主：Perfect Strangers（許靖韻） 尾：雙面人（鍾欣潼） |
| 2023年4月10日  | 法言人            |      | 馬國明、林夏薇、張穎康、黃嘉樂、丁子朗、何依婷、容天佑、蔣祖曼、張達倫、陳嘉慧、趙璧渝、朱滙林             | 劉家豪 陳志江 | 主：轉捩點（李克勤） 尾：戀愛這命題（炎明熹） |
| 2023年4月17日  | 川內相親          |      | 白敬亭、田曦薇、陳小紜、劉冠麟、劉令姿、張曉晨、高曙光、昌隆、劉美含、范帥琦、劉萌萌                       | 趙啟辰        | 主：氣泡青瓜（姚焯菲、張馳豪） 尾：得到快樂的勇氣（詹天文） |
| 2023年5月15日  | 一舞傾城          |      | 陳法蓉、姚子羚、唐文龍、楊明、蔡潔、陳星妤、文凱玲、鄺潔楹、莊鍶敏、傅嘉莉、莊思明、趙碩之、關楚耀、高鈞賢 | 王晶 鍾少雄   | 主：談情說愛（葉蒨文、鄭秀文） 尾1：午夜麗人（譚詠麟） 尾2：容易受傷的女人（王菲） 尾3：心仍是冷（梅艷芳、倫永亮） 尾4：一起走過的日子（劉德華） 尾5：世界會變得很美（草蜢） |
| 2023年5月24日  | 驪歌行            | 43   | 李一桐、許凱、吳佳怡、檀健次                                                                               | 王曉明 白雲默 | 主：相聚太短（粵）（譚嘉儀） 尾：魂繞夢牽（國）（谷婭溦） |
| 2023年5月29日  | 隱門              | 25   | 陳展鵬、黃智雯、湯洛雯、吳岱融、劉佩玥、阮浩棕、盧宛茵、魯振順、黃子恆、張國強                             | 王心慰        | 主：暗房（陳展鵬、谷婭溦） |
| 2023年6月14日  | 天龍八部          |      | 楊祐寧、文詠珊、白澍、張天陽、蘇青、何泓姍、劉美彤、孫雅麗、高泰宇、杜厚佳                                 | 榮光          | 主：萬水千山縱橫（龍婷、丁文俊） 尾：倆忘煙水裡（李佳、羅啟豪） |
| 2023年7月3日   | 靈戲逼人          | 20   | 張振朗、龔嘉欣、阮浩棕、劉穎鏇、蔚雨芯、吳子、李成昌、江欣燕、謝雪心、魯振順                               | 王偉仁        | 主：和你有些（伍富橋） 插：似夢迷離（張振朗、潘靜文） 插：白金升降機（詹天文）                                                                                               |
| 2023年7月31日  | 破毒強人          | 30   | 陳豪、胡定欣、蕭正楠、張曦雯、何廣沛、郭柏妍、張寶兒、蔣志光、朱智賢、曹永廉                               | 羅永賢        | 主：怒火（吳業坤） 尾：城市迷霧（谷婭溦） |
| 2023年7月31日  | 寵愛Pet Pet       |      | 林夏薇、周嘉洛、姜大衞、黃子恆、古佩玲、徐榮、陳庭欣、何沛珈                                               | 陳耀全        | 主：寵寵（鍾柔美） 插：因為有你（林夏薇） |
| 2023年8月28日  | 長風渡            |      | 白敬亭、宋軼、劉學義、張昊唯、張睿、趙子琪、沙溢、胡可、張紹剛、張晞臨、趙圓瑗                             | 尹濤          | 主：抱着百年（林智樂、趙小婷） 尾：沿路是飄雪（谷婭溦） |
| 2023年9月11日  | 你好，我的大夫    | 25   | 蔡思貝、何廣沛、吳偉豪、游嘉欣、陳嘉慧、孔德賢、許俊豪、盧宛茵                                             | 方駿釗        | 主：四氣五味（純音樂） 尾：不會道別（谷婭溦） |
| 2023年10月9日  | 香港人在北京      | 25   | 陳展鵬、洪永城、吳若希、蔡潔、戴祖儀、傅嘉莉、吳業坤、陳星妤                                               | 鍾澍佳 黃國輝 | 主：盡情唱（吳若希、陳展鵬、戴祖儀、吳業坤） 插：想跟你好好道別我怕來不及（戴祖儀、吳業坤）                                                                                  |
| 2023年10月16日 | 羅密歐與祝英台    | 25   | 陳茵媺、陳豪、周嘉洛、游嘉欣、江美儀、蔣祖曼、鄭子誠、吳子、鄺潔楹、徐榮                                   | 陳維冠        | 主：忘生記死（詹天文） 尾：梁山伯的華爾茲（周吉佩） 插：原來無明天（王灝兒）                                                                                                 |
| 2023年11月6日  | 叠影狙擊          | 24   | 黃宗澤、周秀娜、黃浩然、朱鑑然、郭政鴻、關禮傑、盧慧敏、張慧儀、胡卓希、方力申、梁靖琪、文頌嫻             | 梁家樹        | 主：千年如一日（黃淑蔓） |
| 2023年11月20日 | 新聞女王          | 26   | 佘詩曼、馬國明、李施嬅、高海寧、王敏奕、何依婷、鄧智堅、譚俊彥、龔慈恩、吳業坤、車婉婉、何廣沛、林正峰     | 鍾澍佳 關文深 | 尾：Crystal Clear（炎明熹） 插：Peaceful Moonlight（呂喬恩） |
| 2023年12月8日  | 神探同盟          | 15   | 井柏然、宋威龍、郭丞、洪堯、汪鐸、張舒淪                                                                   | 楊帆 賈小熊   | 主：未知探索（林智樂） |
| 2023年12月25日 | 不是她            | 15   | 丁子朗、馮盈盈、張頴康、馬貫東、黃庭鋒、車婉婉、姚嘉妮、彭慧中、黃婧靈、林景程                             | 徐正康 陳萍   | 主：Officially Missing You（劉芷君） 插：What A Wonderful World（戴祖儀） |
| 2023年12月27日 | 錦心似玉          | 38   | 鍾漢良、譚松韻、何泓姍、唐曉天                                                                             | 溫德光 楊小波 | 主：錦心似玉（郁可唯） 尾：落墨（鍾漢良） |

## 2023年重播節目
- 結·分@謊情式
- 多功能老婆
- 愛美麗狂想曲
- 貓屎媽媽
- 那些我愛過的人
- 缺宅男女
- 荃加福祿壽探案
- 當旺爸爸
- 讀心神探
- 和味濃情
- 拆局專家
- 師奶股神
- 食為奴
- 飛女正傳
- 天師執位
- 廉政行動2022
- 不速之約
- 老表，畢業喇！
- 以和為貴
- 有營煮婦
- 真情
- 餐餐有宋家
- 大漢情緣之雲中歌
- 如懿傳
- 鳳弈
- 全職沒女
- 當狗愛上貓
- 團圓
- 巴不得爸爸...
- 女警愛作戰
- 衝上雲霄II
- 絕代商驕
- EU超時任務
- 大頭綠衣鬥殭屍
- 富貴門
- 不懂撒嬌的女人
- 新紮師兄
- 新紮師兄續集
- Loving You我愛你
- Loving You 我愛你2
- 儂本多情
- 我們的天空
- 老馮日記
- 奇幻潮
- 森之愛情
- 爭分奪秒
- 倚天屠龍記